# جاريد كانونير
جاريد كريستوفر كانونير (بالإنجليزية: Jared Christopher Cannonier؛ مواليد 16 مارس 1984) هو مُقاتل فنون قتالية مختلطة أمريكي مُحترف. يُنافس في فئة الوزن المتوسط في يو إف سي. اعتبارًا من 12 أغسطس 2025، أصبح في المركز 9 في تصنيفات يو إف سي للوزن المتوسط.

## المسيرة في فنون القتال المختلطة

### البدايات
بدأ كانونير مسيرته في فنون القتال المختلطة للهواة في أوائل عام 2011، وفاز بأول نزالين له بالضربة القاضية. في يونيو 2011، ظهر لأول مرة في فنون القتال المختلطة الاحترافية في ألاسكا. خاض نزالات متقطعة على مدار السنوات الخمس التالية، وحقق رصيد بلغ 7-0.

### يو إف سي

#### 2025
واجه كانونير بطل بطولة القتال التراثية للوزن المتوسط السابق غريغوري رودريغيز في الحدث الرئيسي في 15 فبراير 2025، في يو إف سي ليلة القتال 251. فاز بالنزال عن طريق الضربة الفنية القاضية في الجولة الرابعة. أكسبه هذا النزال مكافأة قتال الليلة مرة أخرى.
ومن المقرر أن يواجه كانونير مايكل بيج في 16 أغسطس 2025 في يو إف سي 319.

## حياته الشخصية
قبل الشروع في مهنة فنون القتال المختلطة، خدم كانونير في القوات البرية للولايات المتحدة. بعد ثلاث سنوات من الخدمة، تم تسريحه من الجيش بسبب اختبار إيجابي للماريجوانا، وعمل في ألاسكا حتى تم توقيعه مع يو إف سي.

## البطولات والإنجازات

### فنون القتال المختلطة
- يو إف سي
  - قتال الليلة (ثلاث مرات) ضد أيون كوتيلابا، مارفين فيتوري، كايو بورالهو، وغريغوري رودريغيز[13][14][15][10]
  - أداء الليلة (أربع مرات) ضد سيريل عسكر[الإنجليزية]، دايفيد برانش، جاك هيرمانسون، وديريك برانسون[13][16][17][18]
  - أكبر عدد من الضربات المؤثرة في نزال بالوزن المتوسط في يو إف سي (+241 ضد مارفين فيتوري)[19]
  - رابع أكبر عدد من الضربات المؤثرة في تاريخ يو إف سي (+241 ضد مارفين فيتوري)[20]
  - واحد من اثنين من المقاتلين (كونر ماكغريغور) الذين حققوا انتصارات بالضربة القاضية في ثلاث فئات وزن مختلفة[21]
  - جوائز يو إف سي.كوم
    - 2018: احتل المركز الثالث في قائمة المفاجآت لهذا العام ضد دايفيد برانش
    - [22]
- بطولة ألاسكا للقتال
  - بطولة ألاسكا للقتال للوزن الثقيل (مرة واحدة)
- إم إم إيه جونكي
  - قتال الشهر يونيو 2023 ضد مارفين فيتوري[23]

## سجل فنون القتال المختلطة
| السجل المهني |        |         |
| 26 نزال      | 18 فوز | 8 خسارة |
| ضربة قاضية   | 11     | 3       |
| إخضاع        | 2      | 0       |
| قرار القضاة  | 5      | 5       |

| النتيجة | السجل | الخصم             | الطريقة                         | الحدث                                         | التاريخ        | الجولة | الوقت | المكان                                   | الملاحظات                                  |
| ------- | ----- | ----------------- | ------------------------------- | --------------------------------------------- | -------------- | ------ | ----- | ---------------------------------------- | ------------------------------------------ |
| فاز     | 18–8  | غريغوري رودريغيز  | ضربة فنية قاضية (باللكمات)      | يو إف سي ليلة القتال: كانونير ضد رودريغيز     | 15 فبراير 2025 | 4      | 0:21  | لاس فيغاس، نيفادا، الولايات المتحدة      | قتال الليلة.                               |
| خسر     | 17–8  | كايو بورالهو      | قرار القضاة (بالإجماع)          | يو إف سي على إي إس بي إن: كانونير ضد بورالهو  | 24 أغسطس 2024  | 5      | 5:00  | لاس فيغاس، نيفادا، الولايات المتحدة      | قتال الليلة.                               |
| خسر     | 17–7  | نصر الدين إيمافوف | ضربة فنية قاضية (باللكمات)      | يو إف سي على إي إس بي إن: كانونير ضد إيمافوف  | 8 يونيو 2024   | 4      | 1:34  | لويفيل، كنتاكي، الولايات المتحدة         |                                            |
| فاز     | 17–6  | مارفين فيتوري     | قرار القضاة (بالإجماع)          | يو إف سي على إي إس بي إن: فيتوري ضد كانونير   | 17 يونيو 2023  | 5      | 5:00  | لاس فيغاس، نيفادا، الولايات المتحدة      | قتال الليلة.                               |
| فاز     | 16–6  | شون ستريكلاند     | قرار القضاة (بالانقسام)         | يو إف سي ليلة القتال: كانونير ضد ستريكلاند    | 17 ديسمبر 2022 | 5      | 5:00  | لاس فيغاس، نيفادا، الولايات المتحدة      |                                            |
| خسر     | 15–6  | إسرائيل أديسانيا  | قرار القضاة (بالإجماع)          | يو إف سي 276                                  | 2 يوليو 2022   | 5      | 5:00  | لاس فيغاس، نيفادا، الولايات المتحدة      | على لقب بطولة يو إف سي للوزن المتوسط.      |
| فاز     | 15–5  | ديريك برانسون     | ضربة قاضية (بالمرفقين)          | يو إف سي 271                                  | 12 فبراير 2022 | 2      | 4:29  | هيوستن، تكساس، الولايات المتحدة          | أداء الليلة.                               |
| فاز     | 14–5  | كيلفن غاستلوم     | قرار القضاة (بالإجماع)          | يو إف سي على إي إس بي إن: كانونير ضد جاستيلوم | 21 أغسطس 2021  | 5      | 5:00  | لاس فيغاس، نيفادا، الولايات المتحدة      |                                            |
| خسر     | 13–5  | روبرت ويتيكر      | قرار القضاة (بالإجماع)          | يو إف سي 254                                  | 24 أكتوبر 2020 | 3      | 5:00  | أبو ظبي، الإمارات العربية المتحدة        |                                            |
| فاز     | 13–4  | جاك هيرمانسون     | ضربة فنية قاضية (باللكمات)      | يو إف سي ليلة القتال: هيرمانسون ضد كانونير    | 28 سبتمبر 2019 | 2      | 0:27  | كوبنهاغن، الدنمارك                       | أداء الليلة.                               |
| فاز     | 12–4  | أندرسون سيلفا     | ضربة فنية قاضية (ركلات الساق)   | يو إف سي 237                                  | 11 مايو 2019   | 1      | 4:47  | ريو دي جانيرو، البرازيل                  |                                            |
| فاز     | 11–4  | دايفيد برانش      | ضربة فنية قاضية (باللكمات)      | يو إف سي 230                                  | 3 نوفمبر 2018  | 2      | 0:39  | مدينة نيويورك، نيويورك، الولايات المتحدة | أول ظهور في الوزن المتوسط. أداء الليلة.    |
| خسر     | 10–4  | دومينيك ريس       | ضربة فنية قاضية (باللكمات)      | يو إف سي ليلة القتال: مايا ضد عثمان           | 19 مايو 2018   | 1      | 2:55  | سانتياغو، تشيلي                          |                                            |
| خسر     | 10–3  | يان بلاهوفيتش     | قرار القضاة (بالإجماع)          | يو إف سي على فوكس: لولر ضد دوس أنجوس          | 16 ديسمبر 2017 | 3      | 5:00  | وينيبيغ، مانيتوبا، كندا                  |                                            |
| فاز     | 10–2  | نيك روهريك        | ضربة فنية قاضية (بالمرفقين)     | المقاتل النهائي: نهائي ريدمبشن                | 7 يوليو 2017   | 3      | 2:08  | لاس فيغاس، نيفادا، الولايات المتحدة      |                                            |
| خسر     | 9–2   | غلوفر تيكسيرا     | قرار القضاة (بالإجماع)          | يو إف سي 208                                  | 11 فبراير 2017 | 3      | 5:00  | بروكلين، نيويورك، الولايات المتحدة       |                                            |
| فاز     | 9–1   | أيون كوتيلابا     | قرار القضاة (بالإجماع)          | المقاتل النهائي: نهائي بطولة الأبطال النهائية | 3 ديسمبر 2016  | 3      | 5:00  | لاس فيغاس، نيفادا، الولايات المتحدة      | أول ظهور في وزن خفيف الثقيل. قتال الليلة.  |
| فاز     | 8–1   | سيريل عسكر        | ضربة قاضية (باللكمات والمرفقين) | يو إف سي ليلة القتال: روثويل ضد دوس سانتوس    | 10 أبريل 2016  | 1      | 2:44  | زغرب، كرواتيا                            | أداء الليلة.                               |
| خسر     | 7–1   | شون جوردن         | ضربة قاضية (باللكمات)           | يو إف سي 182                                  | 3 يناير 2015   | 1      | 2:57  | لاس فيغاس، نيفادا، الولايات المتحدة      |                                            |
| فاز     | 7–0   | توني لوبيز        | قرار القضاة (بالانقسام)         | ألاسكا إف سي 104                              | 22 يناير 2014  | 5      | 5:00  | أنكوريج، ألاسكا، الولايات المتحدة        | فاز بلقب بطولة ألاسكا للقتال للوزن الثقيل. |
| فاز     | 6–0   | جيرمين هوتون      | ضربة فنية قاضية (باللكمات)      | ألاسكا إف سي 102                              | 16 أكتوبر 2013 | 1      | 1:50  | أنكوريج، ألاسكا، الولايات المتحدة        |                                            |
| فاز     | 5–0   | ستيفن والكيس      | إخضاع (خنق خلفي عاري)           | إيه كيه للترفيه: معارك ليلة الثلاثاء          | 30 أبريل 2013  | 2      | 2:02  | واسلا، ألاسكا، الولايات المتحدة          |                                            |
| فاز     | 4–0   | جوشوا أوفيو       | ضربة فنية قاضية (باللكمات)      | ألاسكا إف سي 97                               | 13 فبراير 2013 | 1      | 2:56  | أنكوريج، ألاسكا، الولايات المتحدة        |                                            |
| فاز     | 3–0   | مات هيرينجشو      | ضربة فنية قاضية (خضوع للكمات)   | ألاسكا إف سي: تحية للمحاربين القدامى          | 28 أكتوبر 2011 | 1      | 0:29  | فيربانكس، ألاسكا، الولايات المتحدة       |                                            |
| فاز     | 2–0   | جيسون كومز        | إخضاع (الضغط على الذراع)        | ألاسكا إف سي 85                               | 12 أكتوبر 2011 | 1      | 0:46  | أنكوريج، ألاسكا، الولايات المتحدة        |                                            |
| فاز     | 1–0   | ألتون برينس       | ضربة فنية قاضية (باللكمات)      | فوضى شمس منتصف الليل 1: الكلمة الأخيرة        | 19 يونيو 2011  | 1      | غ/م   | فيربانكس، ألاسكا، الولايات المتحدة       |                                            |

| سجل الهواة |       |       |
| 2 نزال     | 2 فاز | 0 خسر |
| ضربة قاضية | 2     | 0     |

| النتيجة | السجل | الخصم        | الطريقة                    | الحدث           | التاريخ       | الجولة | الوقت | المكان                            | الملاحظات |
| ------- | ----- | ------------ | -------------------------- | --------------- | ------------- | ------ | ----- | --------------------------------- | --------- |
| فاز     | 2-0   | جوش أينس     | ضربة فنية قاضية (باللكمات) | ألاسكا إف سي 83 | يونيو 4, 2011 | 1      | غ/م   | أنكوريج، ألاسكا، الولايات المتحدة |           |
| فاز     | 1-0   | إيزاك تايلور | ضربة فنية قاضية (باللكمات) | ألاسكا إف سي 81 | مارس 12, 2011 | 2      | 1:21  | أنكوريج، ألاسكا، الولايات المتحدة |           |

## نزالات الدفع مقابل المشاهدة
| #  | الحدث        | النزال              | التاريخ      | المكان          | المدينة                    | المبلغ      |
| -- | ------------ | ------------------- | ------------ | --------------- | -------------------------- | ----------- |
| 1. | يو إف سي 276 | أديسانيا ضد كانونير | 2 يوليو 2022 | تي موبايل أرينا | بارادايس، الولايات المتحدة | لم يُعلن عنه |

## وصلات خارجية
- جاريد كانونير على موقع يو إف سي (الإنجليزية)
- جاريد كانونير على موقع شيردوغ (الإنجليزية)
- جاريد كانونير على موقع Tapology.com (الإنجليزية)
- جاريد كانونير على موقع IMDb (الإنجليزية)
- جاريد كانونير على موقع قاعدة بيانات الفيلم (الإنجليزية)